# Atharsus nigricauda
Atharsus nigricauda är en skalbaggsart som beskrevs av Bates 1867. Atharsus nigricauda ingår i släktet Atharsus och familjen långhorningar. Inga underarter finns listade.